# Conselheiro Antônio Prado
Antônio da Silva Prado (São Paulo, 25 de fevereiro de 1840 – Rio de Janeiro, 23 de abril de 1929) foi um advogado, político, estadista, agricultor, empresário e banqueiro brasileiro. Esteve diretamente envolvido na elaboração da Lei dos Sexagenários e da Lei Áurea.

## Família e formação
Filho de Martinho da Silva Prado e de Veridiana Valéria da Silva Prado, membros da aristocracia cafeeira paulista; tinha o apelido de Antonico. Dona Veridiana era filha de Antônio da Silva Prado, o Barão de Iguape. O pai de Antônio Prado era tio de sua mãe.
Foi formado na Faculdade de Direito de São Paulo em 1861; cursou especialização em direito em Paris. 

## Político no Segundo Reinado
Durante o Segundo Reinado, foi chefe de polícia em São Paulo e deputado provincial de São Paulo (1862–1864). Foi deputado geral, equivalente ao cargo de deputado federal atual, em 1869 e em 1872 pelo Partido Conservador. O conselheiro publicava suas opiniões no órgão do Partido Conservador, o Correio Paulistano, que foi de sua propriedade a partir de 1882.
Era partidário da abolição. Foi incentivador da imigração italiana no Brasil, sendo um dos fundadores da "Sociedade Brasileira de Imigração". Foi incentivador de ferrovias, tendo, no ministério da agricultura, autorizado a construção de muitas linhas férreas no Brasil.
Em 1878, foi inspetor especial de terras e colonização da Província de São Paulo. Tornou-se senador em 1886, e conselheiro do Império do Brasil em 1888. Foi ministro da Agricultura eministro das Relações Exteriores. 
Como ministro da agricultura, em 1885 (ver Gabinete Cotegipe), participou da elaboração e assinou, junto com a Princesa Isabel, a Lei Saraiva-Cotegipe, também chamada lei dos sexagenários, que previa a abolição gradual da escravatura negra no Brasil com indenização aos proprietários de escravos.
Em 1888, o conselheiro Antônio Prado fez parte do Gabinete João Alfredo que elaborou o projeto da Lei Áurea. Quando da Abolição dos escravos, o Correio Paulistano lembrou o trabalho de Antônio da Silva Prado em prol da Campanha Abolicionista:  
"O eminente estadista, glória imortal da Província do São Paulo, quando voltou das campanhas do parlamento brasileiro, tocou a rebate, reuniu o exército, e, como adestrado generalíssimo, da tribuna e da imprensa, deu começo ao assombroso combate, cuja vitória não tardou a se declarar logo em favor da hoste guerreira que na frente conduzia a bandeira branca da abolição. Honra, pois, ao sr. Conselheiro Antônio da Silva Prado."

## Prefeito de São Paulo

O Teatro Municipal foi um grande legado da gestão de Antônio Prado.

Na República optou por não se filiar a nenhum partido até ajudar a criar o Partido Democrático em 1926, atuando como figura "apolítica".
Tomou posse como prefeito do município de São Paulo em 7 de janeiro de 1899, sendo o primeiro governante do município a receber este título na República. Permaneceu doze anos no cargo de prefeito, até 15 de janeiro de 1911, o que o torna o prefeito de São Paulo que mais tempo ficou no cargo. Foi um dos fundadores do Automóvel Clube de São Paulo.
Procurou modernizar a cidade, através da construção de pontes e o aterramento de várzeas que, em período de chuvas, impediam a ligação entre as várias regiões da cidade de São Paulo.
Foi responsável, em seu mandato, pela implantação do sistema de energia elétrica na cidade de São Paulo, em 1900, graças a uma usina hidroelétrica construída em Santana de Parnaíba, através da empresa canadense The Sao Paulo Light & Power, que ocupava o atual centro comercial do mesmo nome. Com a energia elétrica instalada, a Light passou a operar, em 1900, bondes elétricos na cidade de São Paulo, substituindo o "bonde-a-burros" .
Embora tivesse sido em sua gestão que ocorreu a construção do Teatro Municipal, deixou o cargo de prefeito em 15 de janeiro de 1911, sendo o Teatro Municipal inaugurado pelo então prefeito Barão Raimundo da Silva Duprat em setembro de 1911, ao lado do Viaduto do Chá. Antônio Prado inaugurou a Pinacoteca do Estado e a Estação da Luz Construiu a avenida Tiradentes onde se localizam as duas obras citadas.
Neste período em que foi prefeito de São Paulo, a população aumentava vertiginosamente: como consequência do fim da escravidão, grandes levas de imigrantes vieram para o Brasil, principalmente italianos (estima-se que na primeira década do século XX cerca de 900 mil deles chegaram ao país), fazendo a população da cidade saltar para quase 400 mil habitantes, e, em 1908, chegaram os primeiros japoneses. A maciça ocupação da cidade por estrangeiros ocorreu devido à rápida industrialização, com destaque para os setores têxtil e de alimentação.

## Cafeicultor, banqueiro e empresário

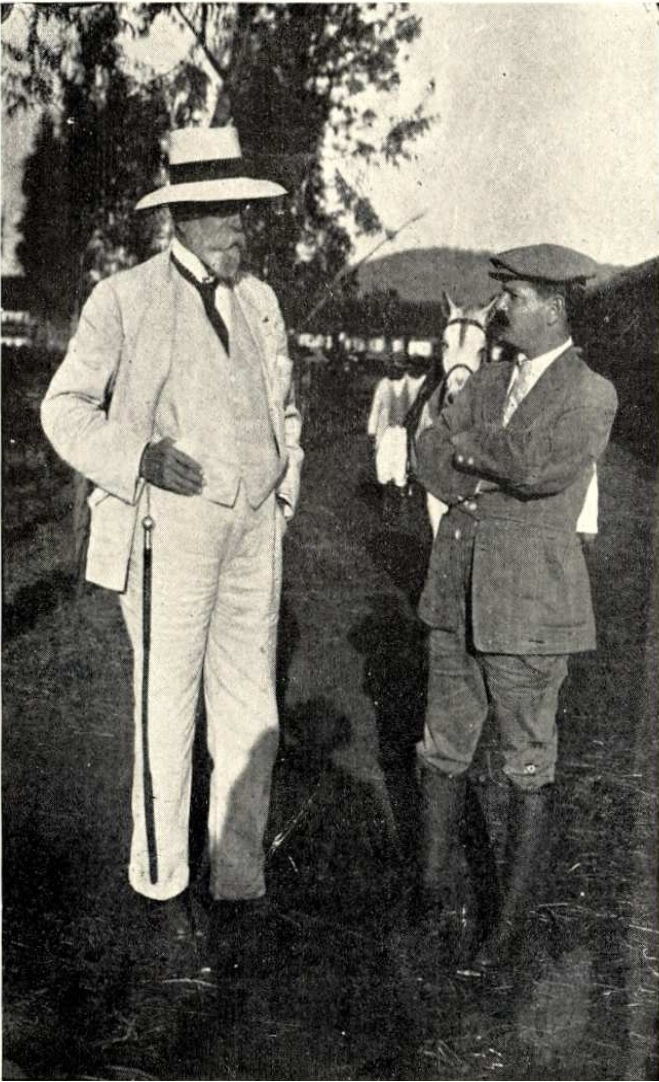
O Conselheiro Antonio Prado e o engenheiro agrônomo Edmundo Navarro de Andrade, 1918.

Antônio da Silva Prado e seu irmão Martinho Prado Júnior (o Martinico Prado) foram colonizadores na região de Ribeirão Preto, adquirindo a Fazenda São Martinho (na atual Pradópolis) e formando a Fazenda Guatapará, que chegaram a possuir 20 milhões de pés de café. A Fazenda Guatapará hospedou o Rei da Bélgica, Alberto I da Bélgica, em setembro de 1920.
O conselheiro Antônio Prado também formou a Fazenda Santa Veridiana, nome que homenageia sua mãe, que chegou a ter 4 milhões de pés de café, localizada no atual município de Santa Cruz das Palmeiras. Criou também o balneário do Guarujá, um empreendimento pioneiro para a época, o início do século XX.
Antônio da Silva Prado foi banqueiro proprietário do Banco do Comércio e Indústria do Estado de São Paulo, conhecido posteriormente como Banco Comind, da Vidraria Santa Marina e dono de um frigorífico em Barretos e fundador, proprietário e presidente da Companhia Paulista de Estradas de Ferro por 36 anos. A Paulista ficou conhecida mundialmente por sua eficiência e pontualidade, e se dedicou principalmente ao transporte de café e carnes. Foi também um dos pioneiros em reflorestamento no Brasil, plantando bosques para abastecer de lenha a Companhia Paulista de Estradas de Ferro.
Em dezembro de 1921, Antônio da Silva Prado enviou uma carta ao Presidente da República Nilo Peçanha protestando contra o projeto de lei de valorização do café. A carta teve grande repercussão na imprensa, e, em janeiro de 1930, foi citada por Getúlio Vargas, no discurso de lançamento de sua candidatura à presidência da República. Prado dizia que, em vez da política de valorização do café (financiamento do Governo Federal para se reter sacas de café tentando aumentar seus preços), que entendia como desconhecer o mercado, o que era preciso era se conseguir mais braços para a lavoura, diminuir os custos de produção e os custos de transportes, e o governo fornecer mais capital, ensino profissionalizante, entre outras medidas.

## Anos finais

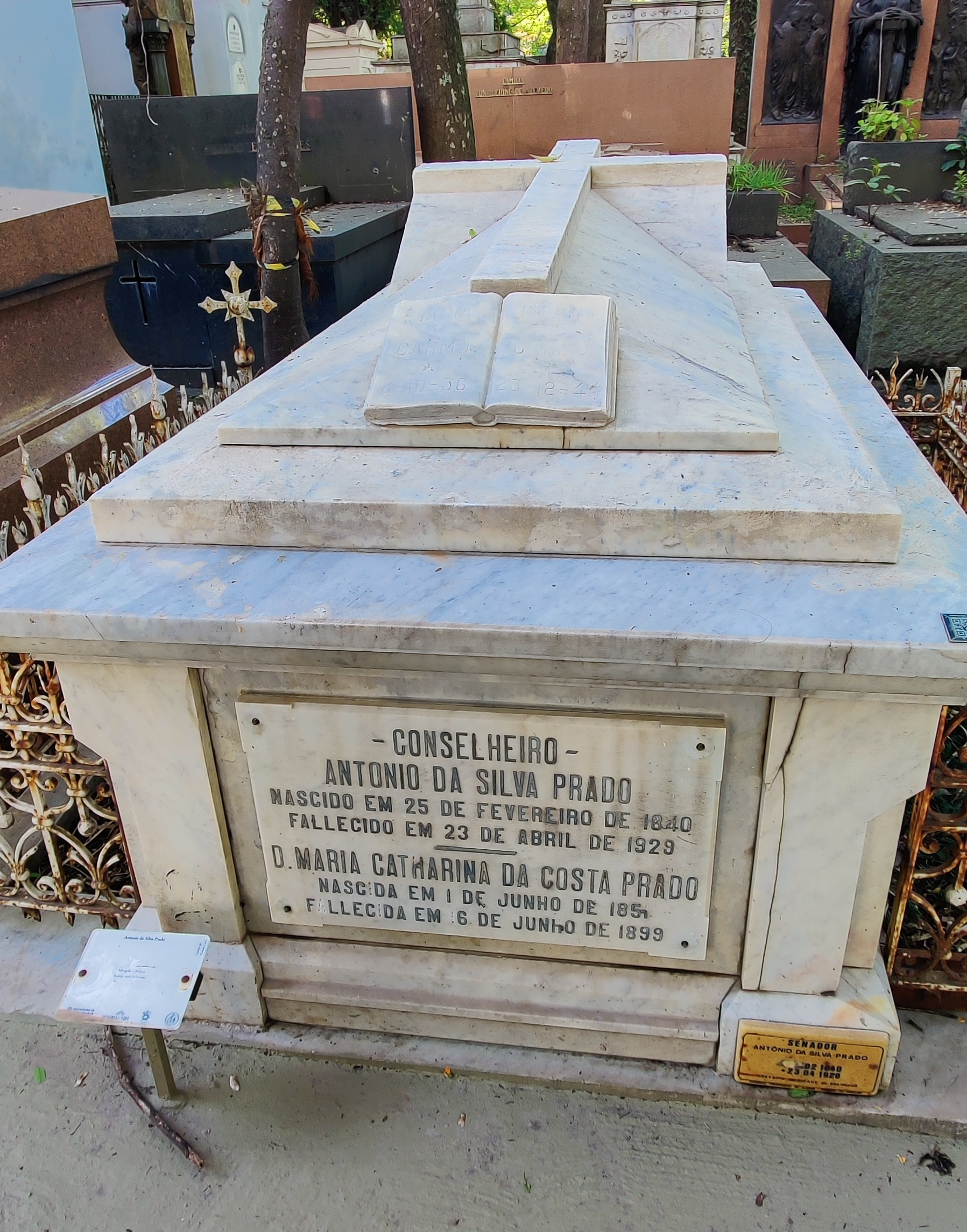
Túmulo de Antônio da Silva Prado e da esposa Maria Catarina no Cemitério da Consolação.

Depois de deixar o cargo de Prefeito Municipal, o Conselheiro Antônio Prado deixou a política, só a ela retornando para fundar, em 1926, o Partido Democrático, emprestando seu prestígio político à nova sigla. A reunião de políticos que fundou o Partido Democrático foi realizada em sua residência.
Recebida por herança, a Chácara do Carvalho, foi onde residiu com sua família, a esposa Maria Catarina da Silva Prado e seus oito filhos, de 1893 até sua morte.
Quando faleceu no Rio de Janeiro, em 1929, seu filho Antônio da Silva Prado Júnior era o prefeito da cidade. Seu enterro saiu da propriedade, sendo acompanhado a pé pela população até o Cemitério da Consolação, na capital de São Paulo.

## Família
Casou-se com Maria Catarina da Costa Pinto, com quem teve os seguintes filhos:
- Paulo da Silva Prado;
- Maria Nazaré da Silva Prado;
- Marina da Silva Prado, casada com Luís Augusto de Queiroz Aranha;
- Antonieta da Silva Prado, casada com Afonso Arinos de Melo Franco;
- Antônio da Silva Prado Júnior, casado com Eglantina Penteado;
- Hermínia da Silva Prado;
- Luís da Silva Prado, casado com Eudóxia da Cunha Bueno;
- Sílvio da Silva Prado, casado com Guiomar Penteado.

## Homenagens
No ano de seu falecimento, 1929, foi lançado um extenso livro de mais de 800 páginas contendo os discursos e ensaios de Antônio Prado, livro este organizado por sua filha Nazaré Prado.
Em 1940 foram realizados, em São Paulo e no Rio de Janeiro, vários eventos comemorativos do centenário de seu nascimento, tendo sido lançado um livro contendo os discursos e trabalhos feitos alusivos à data.
O Almanak Laemmert, de 1887, menciona o Conselheiro Antônio da Silva Prado como Grão-Cruz da Real Ordem de Leopoldo.
É homenageado com a Praça Antônio Prado localizada no Distrito da Sé, na área central da cidade de São Paulo.
No município de Barretos, a praça da estação ferroviária recebeu o nome de "Praça Conselheiro Antônio Prado", em uma grata homenagem pela contribuição do mesmo viabilizando a implantação da estrada de ferro no município, onde foi dado o nome de "Via Conselheiro Antônio Prado", a uma importante avenida que liga o Shopping Barretos e a Fundação Educacional de Barretos (UNIFEB), à zona sul da cidade, onde estão localizados a sede do 33º Batalhão de Polícia Militar do Interior e o antigo Frigorífico Anglo (hoje, JBS - Friboi).
No estado do Rio Grande do Sul, na região da Serra Gaúcha, existe o município de Antônio Prado que surgiu de uma colônia italiana, é tida como a cidade mais italiana do Brasil, e o homenageia adotando seu nome. O nome foi posto em homenagem a Antônio Prado quando ele ocupava o cargo de Ministro da Agricultura e devido aos esforços empenhados em expandir a colonização italiana no Rio Grande do Sul. 
No estado do Paraná, no município de Colombo, existe a Colônia Antônio Prado, criada em 1886, recebendo imigrantes italianos e poloneses. Época em que o Conselheiro era Ministro dos Negócios da Agricultura, Comércio e Obras Públicas do Brasil.